# Нассер аш-Шамрані
Нассер аш-Шамрані (араб. ناصر الشمراني; нар. 23 листопада 1983, Мекка) — саудівський футболіст, нападник клубу «Аль-Шабаб».
Виступав, зокрема, за клуби «Аль-Вахда» (Мекка) та «Аль-Шабаб», а також національну збірну Саудівської Аравії. Футболіст 2014 року в Азії.

## Клубна кар'єра
У дорослому футболі дебютував 2003 року виступами за команду клубу «Аль-Вахда» (Мекка), в якій провів чотири сезони, взявши участь у 62 матчах чемпіонату. У складі «Аль-Вахди» був одним з головних бомбардирів команди, маючи середню результативність на рівні 0,37 голу за гру першості.
Своєю грою за цю команду привернув увагу представників тренерського штабу клубу «Аш-Шабаб», до складу якого приєднався 2007 року. Відіграв за саудівську команду наступні шість сезонів своєї ігрової кар'єри. Більшість часу, проведеного у складі «Аль-Шабаба», був основним гравцем атакувальної ланки команди. В новому клубі був серед найкращих голеодорів, відзначаючись забитим голом в середньому щонайменше у кожній третій грі чемпіонату.
Згодом з 2013 по 2017 рік грав у складі команд клубів «Аль-Гіляль» та «Аль-Айн».
До складу клубу «Аш-Шабаб» приєднався 2017 року. Станом на відіграв за саудівську команду 9 матчів в національному чемпіонаті.

## Виступи за збірну
У 2005 році дебютував в офіційних матчах у складі національної збірної Саудівської Аравії.
У складі збірної був учасником кубка Азії з футболу 2007 року у чотирьох країнах відразу, де разом з командою здобув «срібло», кубка Азії з футболу 2011 року у Катарі, кубка Азії з футболу 2015 року в Австралії.

## Статистика виступів

### Статистика клубних виступів
| Клуб                | Сезон             | Чемпіонат | Чемпіонат | Кубок | Кубок | ЛЧ АФК | ЛЧ АФК | Усього | Усього |
| Клуб                | Сезон             | Ігор      | Голів     | Ігор  | Голів | Ігор   | Голів  | Ігор   | Голів  |
| ------------------- | ----------------- | --------- | --------- | ----- | ----- | ------ | ------ | ------ | ------ |
| «Аль-Вахда» (Мекка) | 2003-04           | 16        | 2         | -     | -     | -      | -      | 16     | 2      |
| «Аль-Вахда» (Мекка) | 2004-05           | 13        | 3         | 2     | 2     | -      | -      | 19     | 7      |
| «Аль-Вахда» (Мекка) | 2005-06           | 15        | 7         | -     | -     | -      | -      | 18     | 10     |
| «Аль-Вахда» (Мекка) | 2006-07           | 18        | 11        | 3     | 2     | -      | -      | 21     | 13     |
| Усього              |                   | 62        | 23        | 5     | 4     | -      | -      | 67     | 27     |
| «Аш-Шабаб»          | 2007-08           | 19        | 18        | 6     | 9     | 5      | 3      | 30     | 30     |
| «Аш-Шабаб»          | 2008-09           | 20        | 12        | 5     | 4     | 5      | 6      | 30     | 22     |
| «Аш-Шабаб»          | 2009-10           | 14        | 9         | 1     | 1     | 0      | 0      | 15     | 10     |
| «Аш-Шабаб»          | 2010-11           | 23        | 17        | 2     | 3     | 10     | 3      | 35     | 23     |
| «Аш-Шабаб»          | 2011-12           | 25        | 21        | 4     | 2     | -      | -      | 29     | 23     |
| «Аш-Шабаб»          | 2012-13           | 22        | 10        | 4     | 4     | 8      | 3      | 34     | 17     |
| Усього              |                   | 121       | 87        | 22    | 23    | 28     | 15     | 171    | 125    |
| «Аль-Гіляль»        | 2013-14           | 2         | 2         | -     | -     | -      | -      | 2      | 2      |
| Усього за кар'єру   | Усього за кар'єру | 183       | 110       | 27    | 27    | 28     | 15     | 238    | 152    |

## Титули і досягнення
- Чемпіон Саудівської Аравії (2):

«Аш-Шабаб»: 2005-06, 2011-12
- Володар Королівського кубка Саудівської Аравії (3):

«Аш-Шабаб»: 2007-08, 2008-09
«Аль-Гіляль»: 2014-15
- Володар Кубка Федерації футболу Кувейту (2):

«Аш-Шабаб»: 2008-09, 2009-10
- Володар Кубка наслідного принца Саудівської Аравії (1):

«Аль-Гіляль»: 2015-16
- Володар Суперкубка Саудівської Аравії (1):

«Аль-Гіляль»: 2015
- Футболіст року в Азії: 2014
- Найкращий бомбардир Чемпіонату Саудівської Аравії (5): 2007-08, 2008-09, 2010-11, 2011-12, 2013-14

Збірні
- Переможець Ісламських ігор солідарності: 2005
- Срібний призер Кубка Азії: 2007